# Shaun White
Shaun White   (San Diego, 3 de setembre de 1986) és un surfista de neu estatunidenc, un dels més destacats de la dècada del 2000.

## Biografia
White va néixer el 3 de setembre de 1986 a la ciutat de San Diego, població situada a l'estat de Califòrnia, dels pares Cathy i Roger. Quan era jove, la seva mare era cambrera i el seu pare, que va créixer fent surf, treballava al departament d'aigua de San Clemente, Califòrnia. És el més jove de quatre fills. La seva ascendència inclou l'irlandès i l'italià. Va néixer amb una tetralogia de Fallot, un defecte cardíac congènit per al qual va requerir dues operacions a cor obert abans de l'edat d'un any. White va passar els seus primers anys muntant les muntanyes de San Bernardino del sud de Califòrnia amb la seva família. S'allotjaven en una furgoneta als aparcaments del complex turístic.
Carrera esportiva
Especialista en la modalitat de migtub, va participar, als 19 anys, en els Jocs Olímpics d'Hivern de 2006 realitzats a Torí (Itàlia), on aconseguí guanyar la medalla d'or. En els Jocs Olímpics d'Hivern de 2010 realitzats a Vancouver (Canadà) tornà a revalidar el títol olímpic, esdevenint el primer surfista en aconseguir-ho.
Al llarg de la seva carrera ha guanyat 12 medalles en els X Games (7 d'or, 4 de plata i 1 de bronze). El 2008 fou guardonat amb el premi de millor esportista alternatiu en els Premis Laureus World Sports.